# Планкштадт
Планкштадт (нем. Plankstadt) — община в Германии, в земле Баден-Вюртемберг.
Подчиняется административному округу Карлсруэ. Входит в состав района Рейн-Неккар. Население составляет 9685 человек (на 31 декабря 2010 года). Занимает площадь 8,39 км².